# Sommet du G20 de 2023
Le sommet du G20 à Delhi en 2023 (en hindi : 2023 G20 दिल्ली शिखर सम्मेलन) est la dix-huitième réunion du Groupe des vingt (G20), un sommet qui se tient à Pragati Maidan, New Delhi en Inde les 9 et 10 septembre 2023,,,,. 
La présidence indienne du G20 a commencé le 1er décembre 2022, menant à l'organisation du prochain sommet dans ce pays au cours du quatrième trimestre de 2023. La cérémonie de passation de pouvoir à la présidence s'est déroulée comme un événement intime, au cours duquel le marteau de la présidence du G20 a été transféré du président indonésien Joko Widodo au Premier ministre indien Narendra Modi à la clôture du sommet de Bali.
L'Union africaine intègre officiellement l'organisation à l'occasion de ce sommet, devenant son 21e membre.

## Organisation
Afin de faire bonne figure, le gouvernement indien a fait disparaitre tous les témoignages de pauvreté dans le sud de New Delhi, où doit se tenir le sommet : les échoppes informelles des vendeurs, les animaux errants (une organisation de protection des animaux accuse les autorités d’avoir capturé « illégalement et cruellement » 1 000 chiens errants au début du mois de septembre). Les enfants qui mendient aux feux rouges ont été expulsés. Au moins vingt-cinq bidonvilles ont été rasés, des centaines de milliers d’habitants évacués, sans alternative de logement.  
Les grands axes routiers autour du G20 et de nombreuses stations de métro seront fermées, et des dizaines de vols ont été annulés pour dégager l'aéroport. Le gouvernement a donné trois jours de congé aux fonctionnaires et les rues ont été nettoyées. La police est mobilisée pour empêcher tout rassemblement politique. Le budget de 120 millions d'euros annoncé pour l’organisation de l'évènement devrait être largement dépassé.
L’événement est utilisé par le premier ministre indien Narendra Modi comme un outil de promotion personnelle et un instrument de propagande à l'approche des élections législatives indiennes de 2024. Il souhaite ainsi montrer à sa population le poids acquis par l'Inde sur la scène internationale. Les dirigeants occidentaux, soucieux de se rapprocher de l'Inde pour faire face à la Russie et à la Chine, lui ont facilité la tâche en acceptant d’intervertir l’ordre des présidences ; New Delhi aurait normalement dû présider le G20 en 2022. L'effigie de Narendra Modi et des panneaux d’affichage vantant son action son installés partout. L’ancien premier ministre Manmohan Singh, issu des rangs du Congrès (opposition), l’a appelé à « faire preuve de retenue dans l’utilisation de la diplomatie et de la politique étrangère à des fins politiques et personnelles ».

## Priorités
Le G20 en Inde s'est fixé six priorités pour le dialogue du G20 en 2023 :
- Le développement vert, la finance du climat et le programme LIFE
- Une croissance accélérée, inclusive et résiliente
- Un progrès accéléré sur les objectifs de développement durable (ODD)
- La transformation technologique et l'infrastructure digitale publique
- Les institutions multilatérales pour le XXIe siècle
- Le développement mené par les femmes

Au cours d'une interview le 26 août 2023, le premier ministre Narendra Modi s'est montré optimiste à propos de l'agenda en évolution des pays du G20 sous la présidence de l'Inde, évoluant vers une approche de développement centrée sur l'humain qui s'accorde mieux avec les préoccupations des pays du Sud, y compris traiter du changement climatique, de la restructuration financière à travers le cadre de travail commun du G20 sur la dette, et une stratégie de régulation sur les cryptomonnaies mondiales,.

## Personnalités politiques participantes

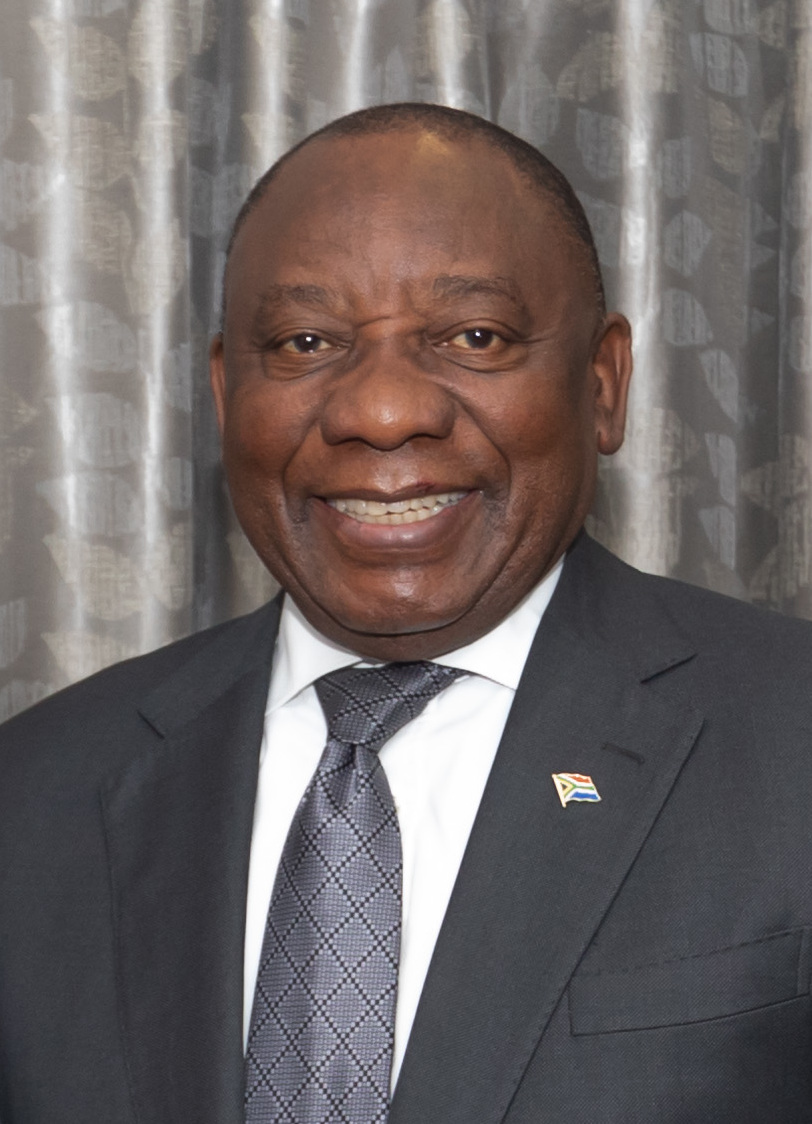
ZAF Cyril Ramaphosa, président
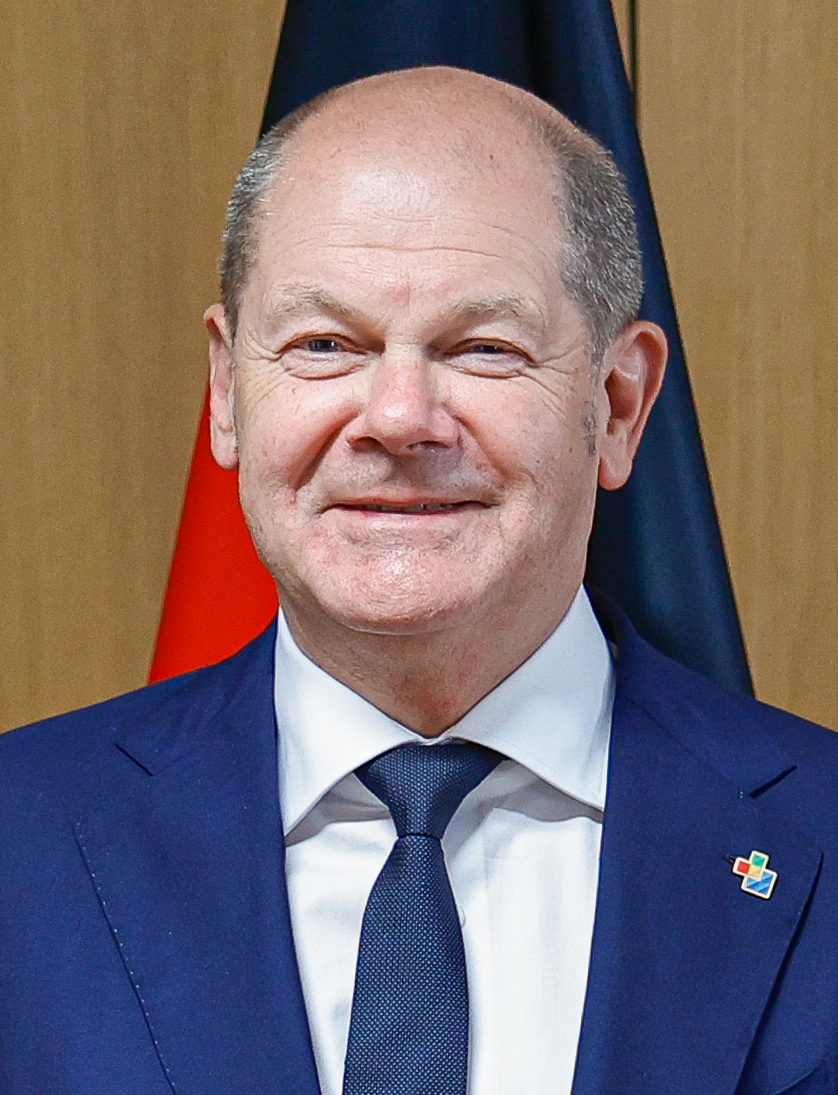
DEU Olaf Scholz, chancelier
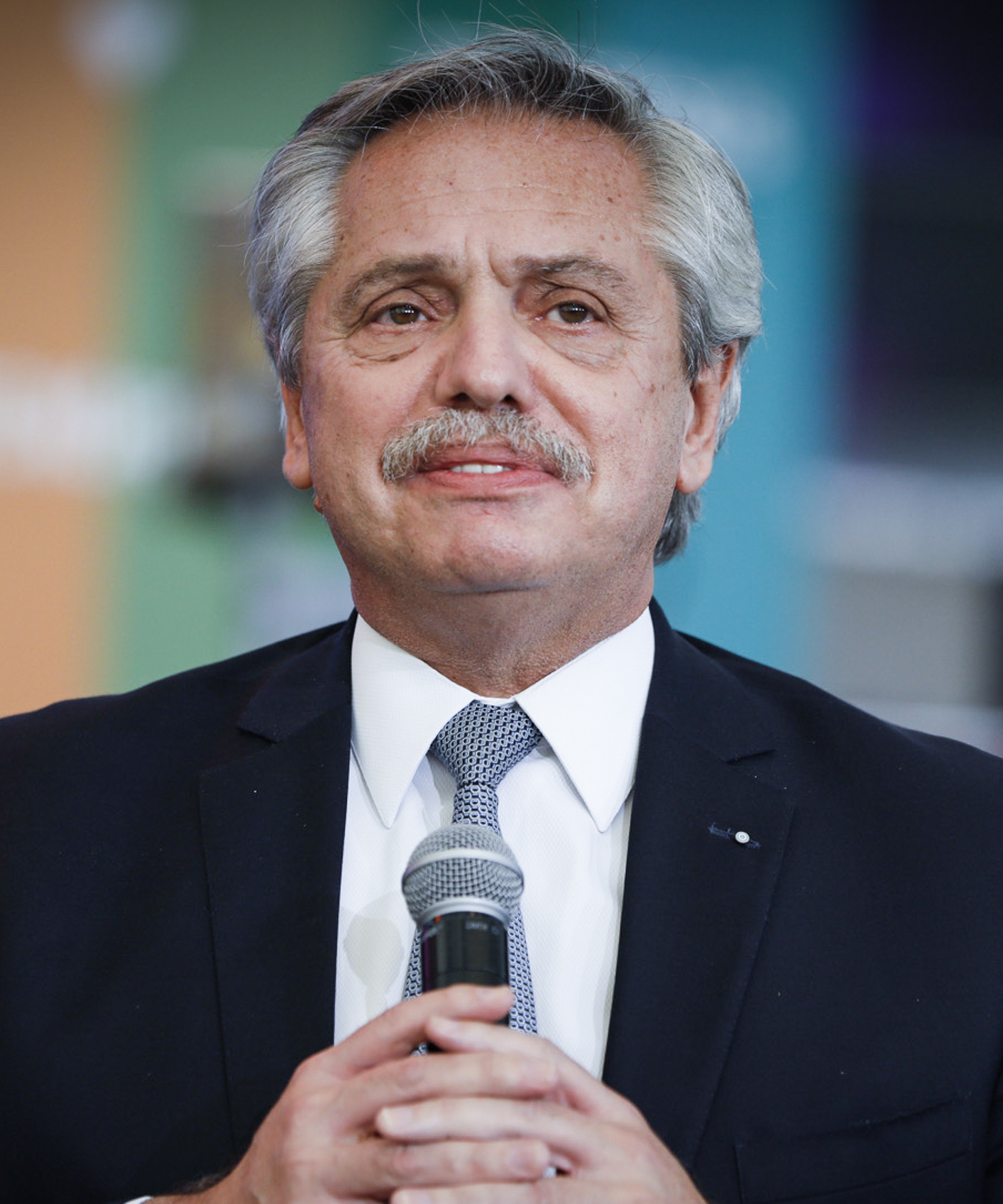
ARG Alberto Fernández, président
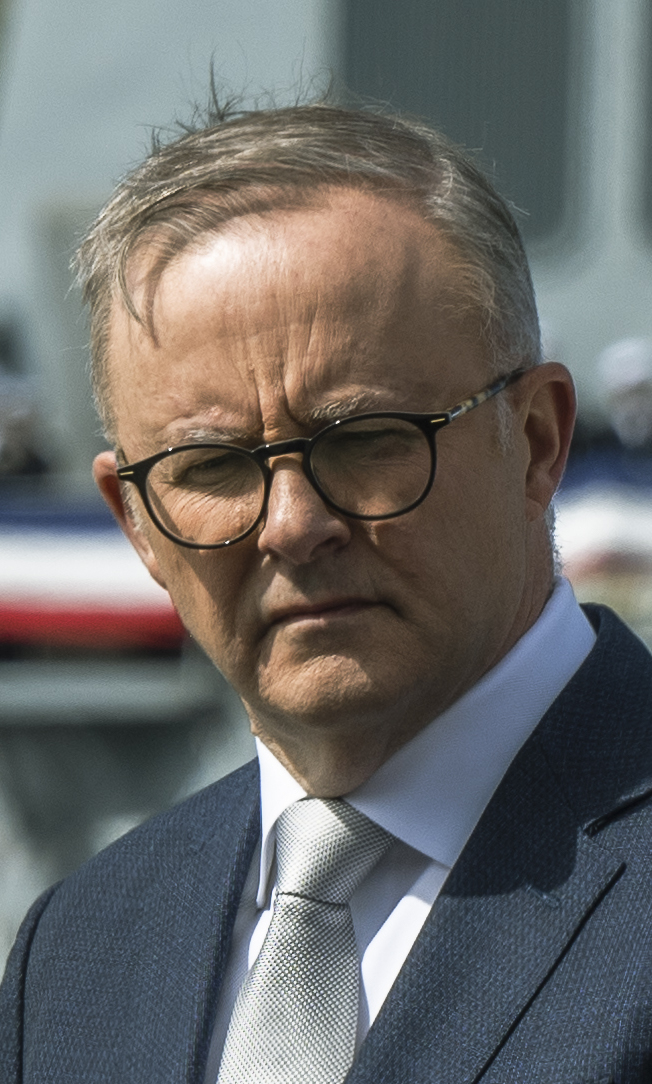
AUS Anthony Albanese, Premier ministre
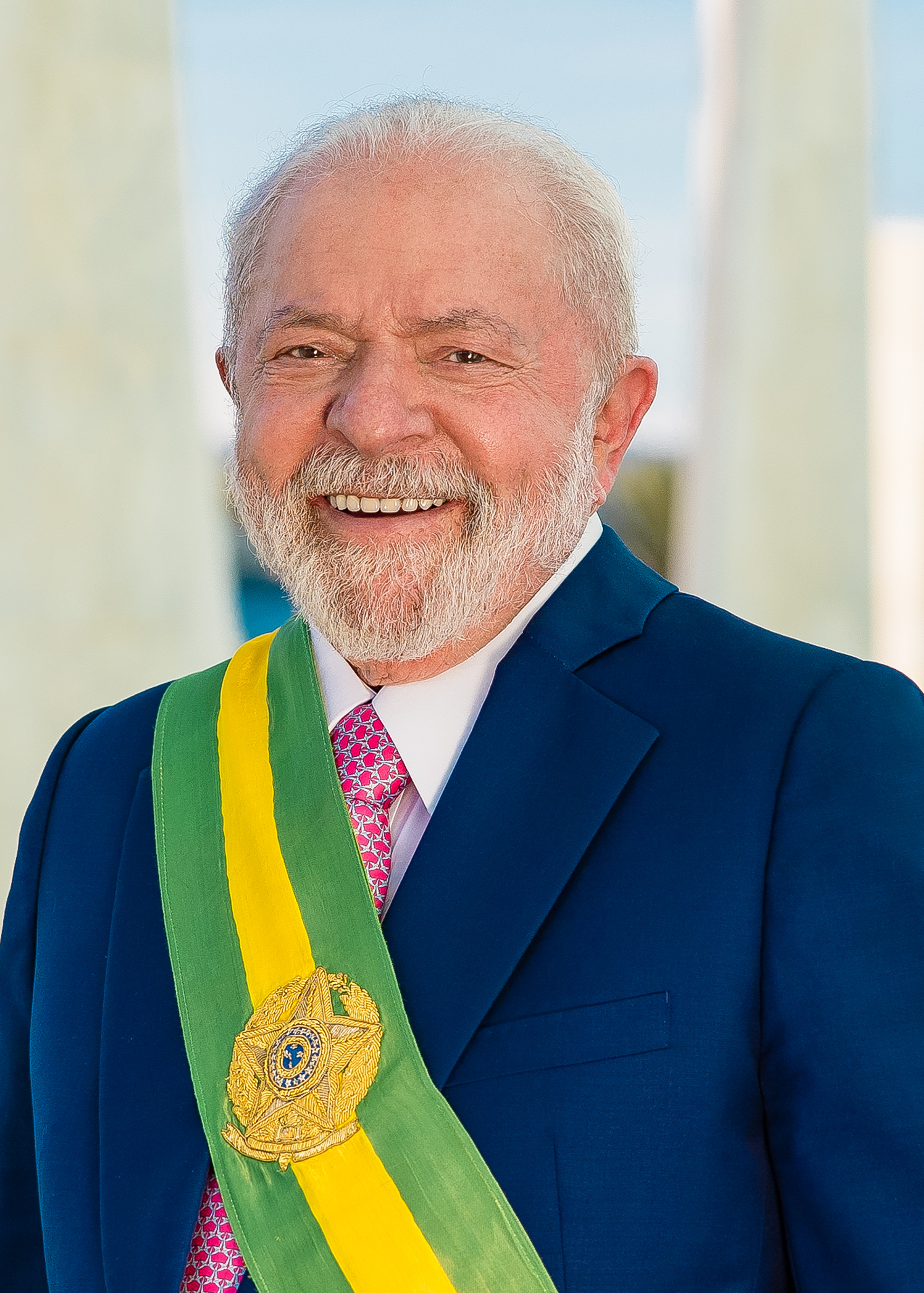
BRA Luiz Inácio Lula da Silva, Président
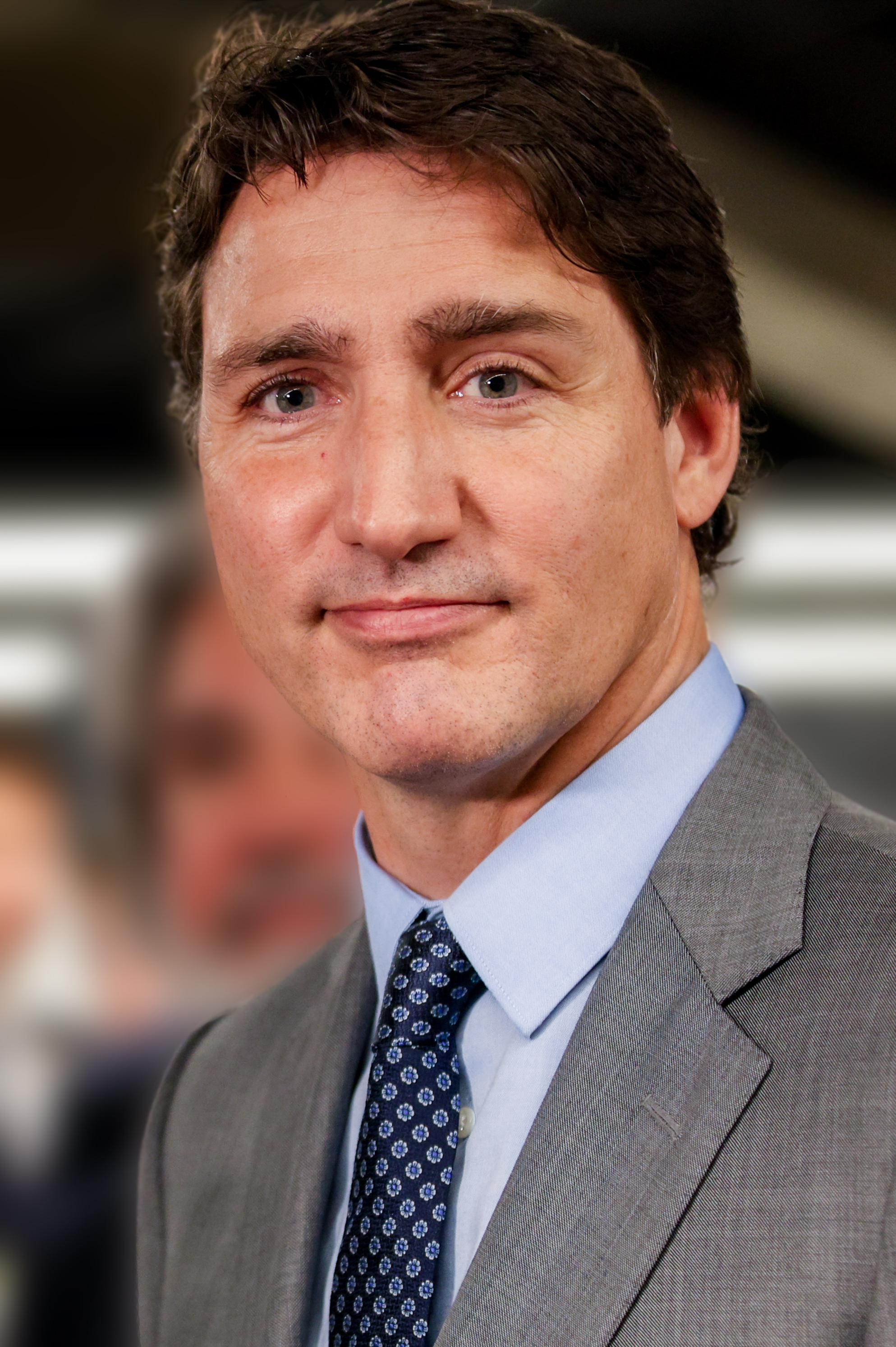
CAN Justin Trudeau, Premier ministre
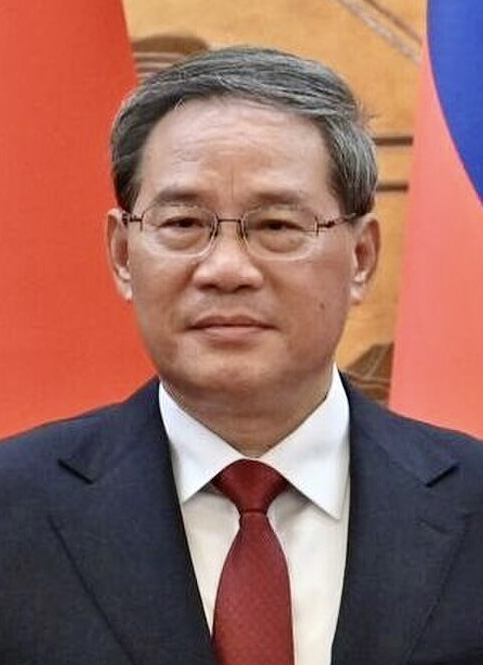
CHN Li Qiang, Premier ministre
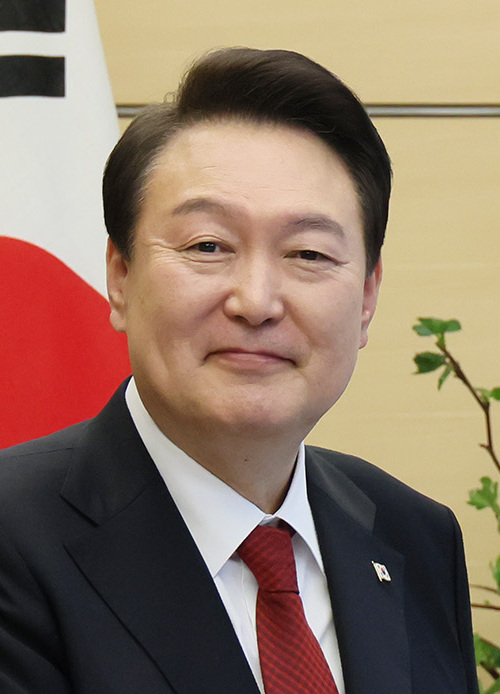
KOR Yoon Suk-yeol, président
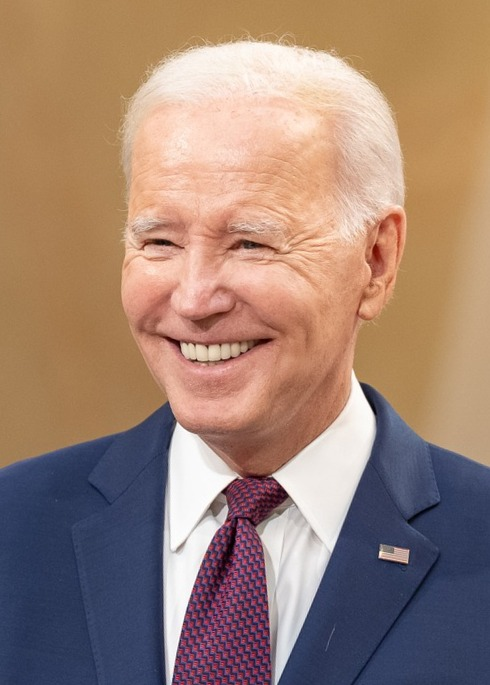
USA Joe Biden, président
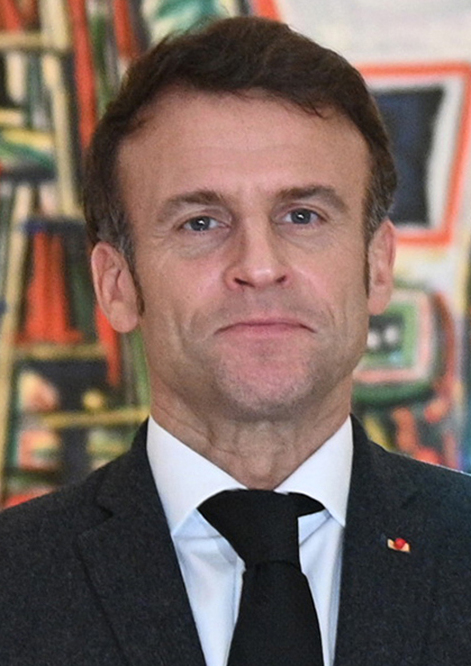
FRA Emmanuel Macron, président
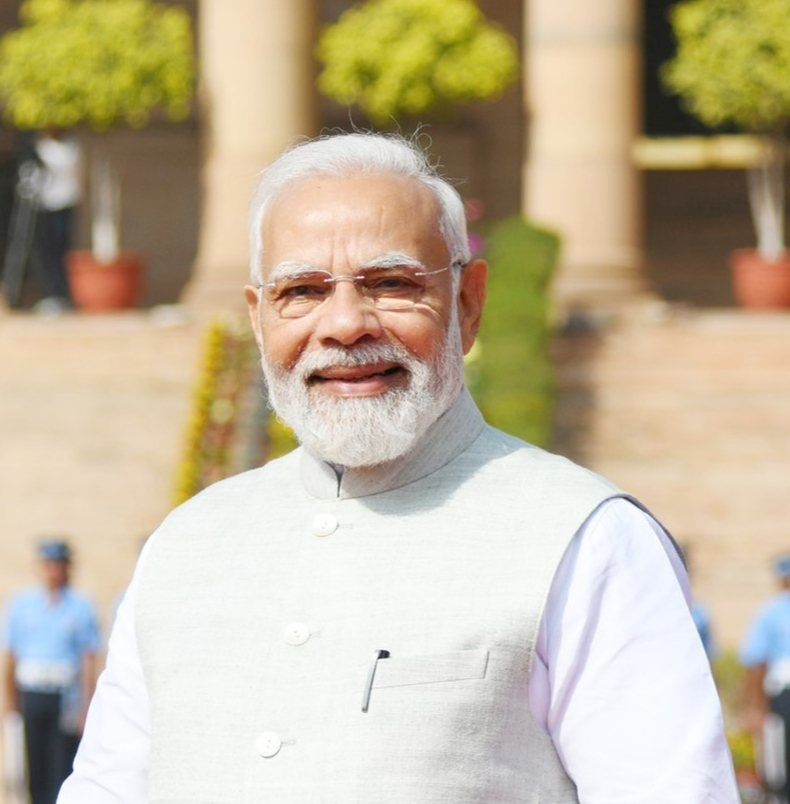
IND Narendra Modi, Premier ministre (hôte)
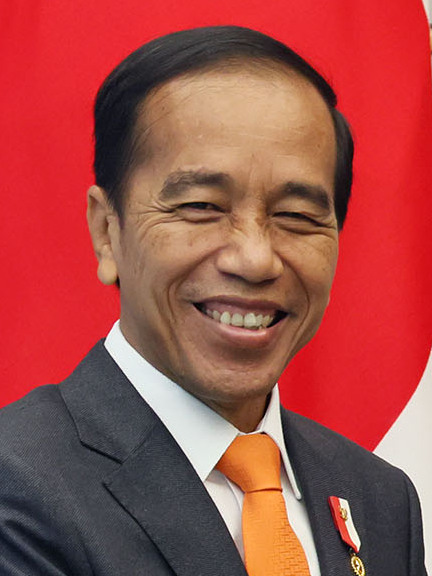
IDN Joko Widodo, président, président pour 2023 de l'Association des nations de l'Asie du Sud-Est
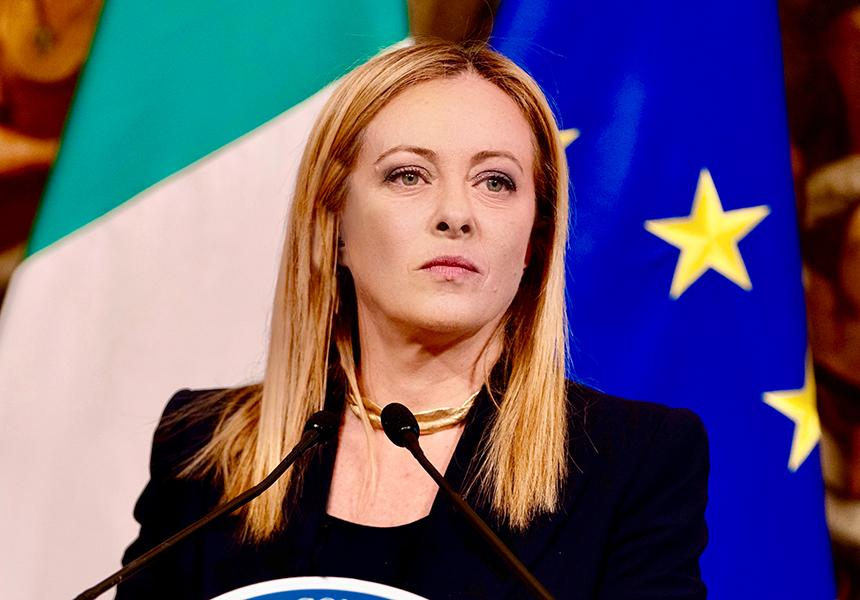
ITA Giorgia Meloni, présidente du Conseil
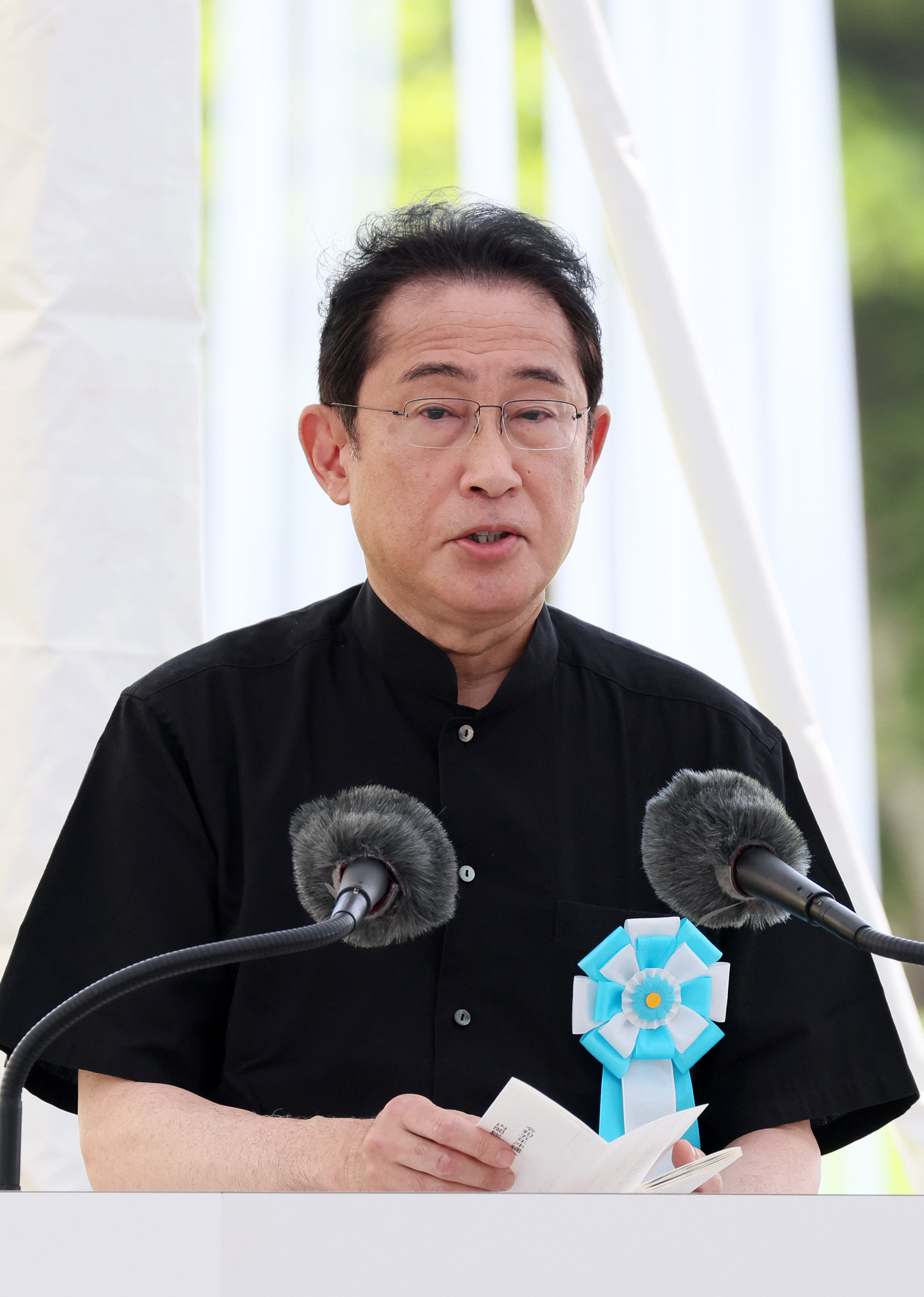
JPN Fumio Kishida, Premier ministre
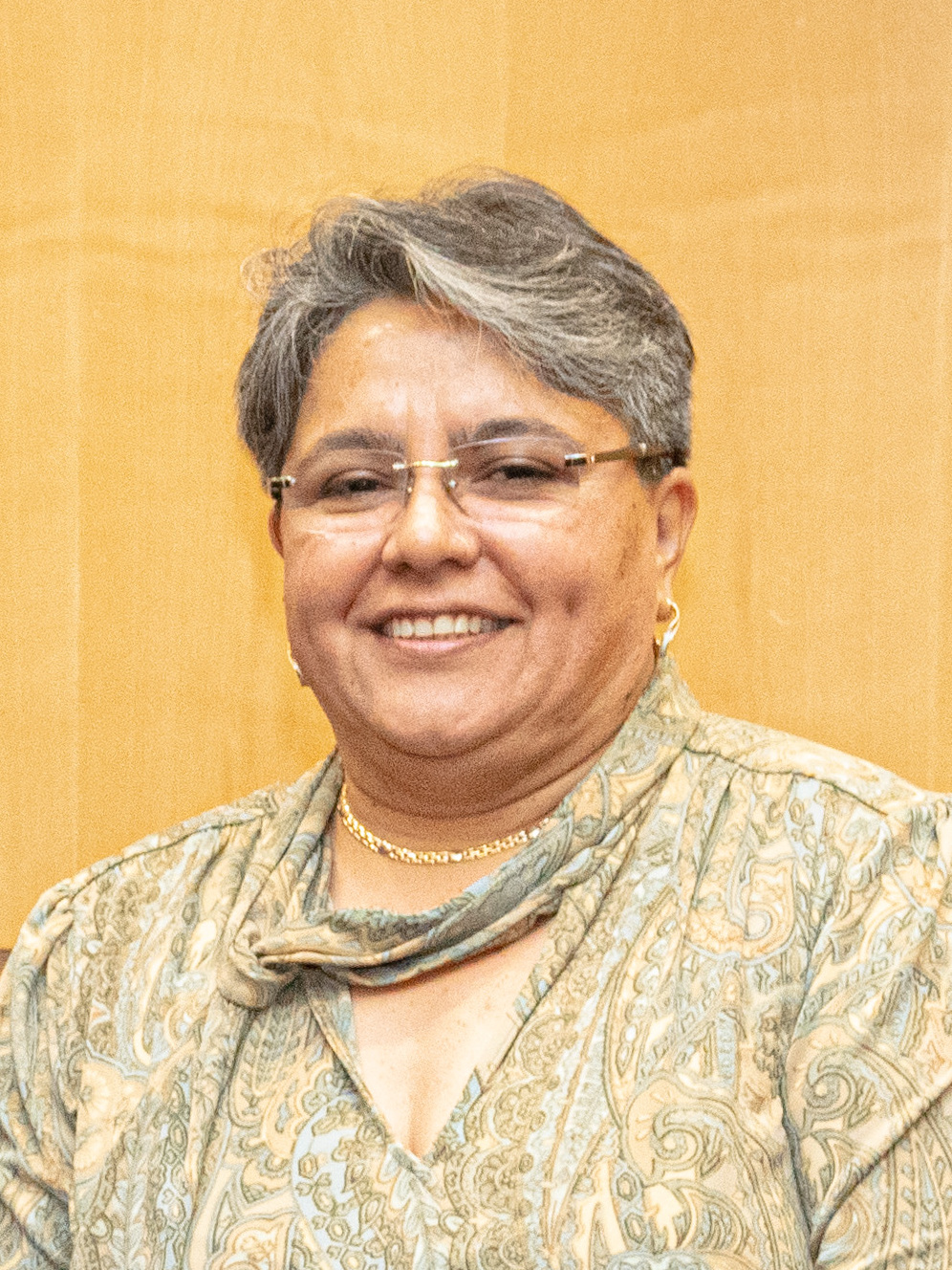
MEX Raquel Buenrostro Sánchez, secrétaire à l'économie
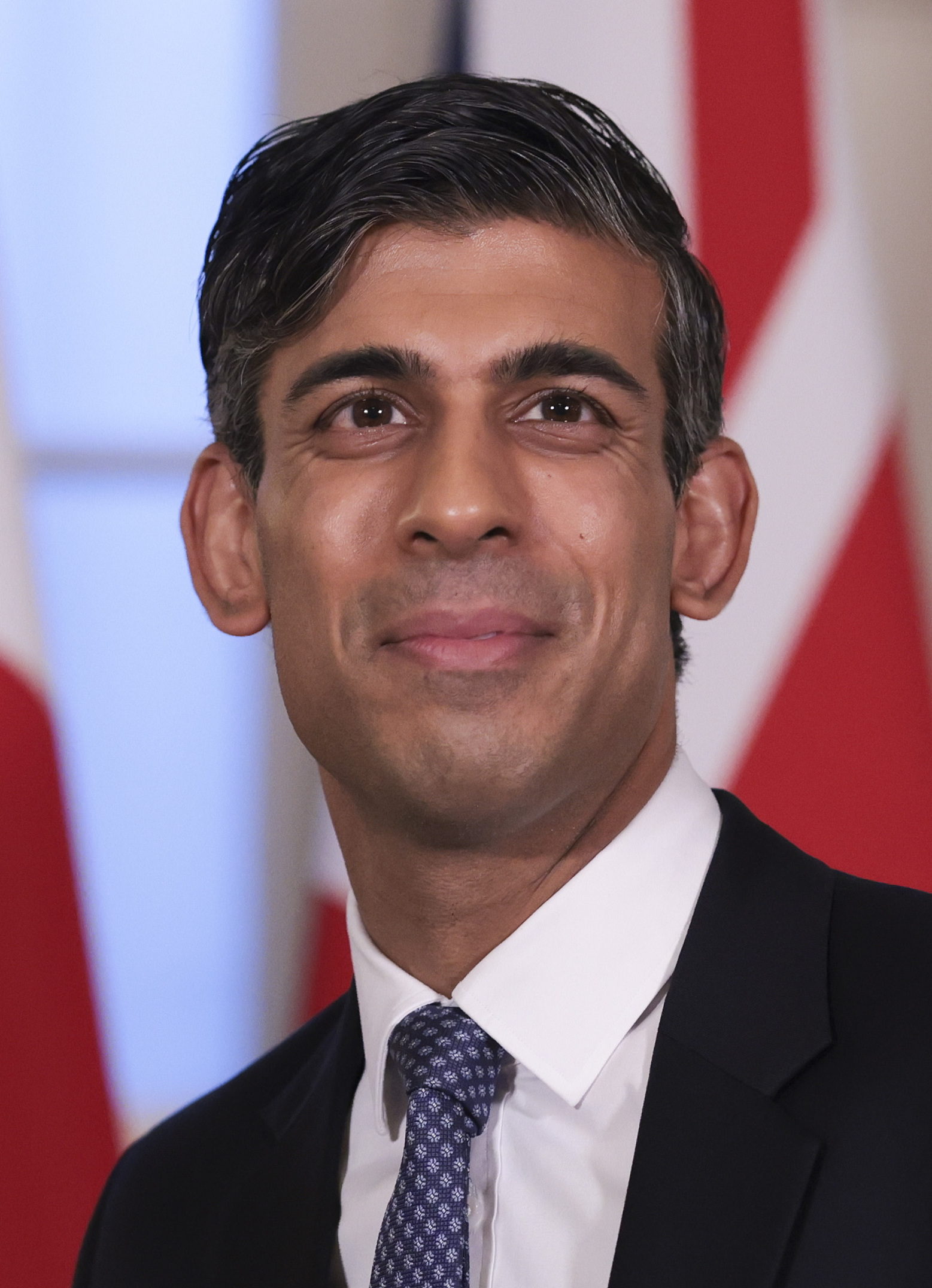
GBR Rishi Sunak, Premier ministre
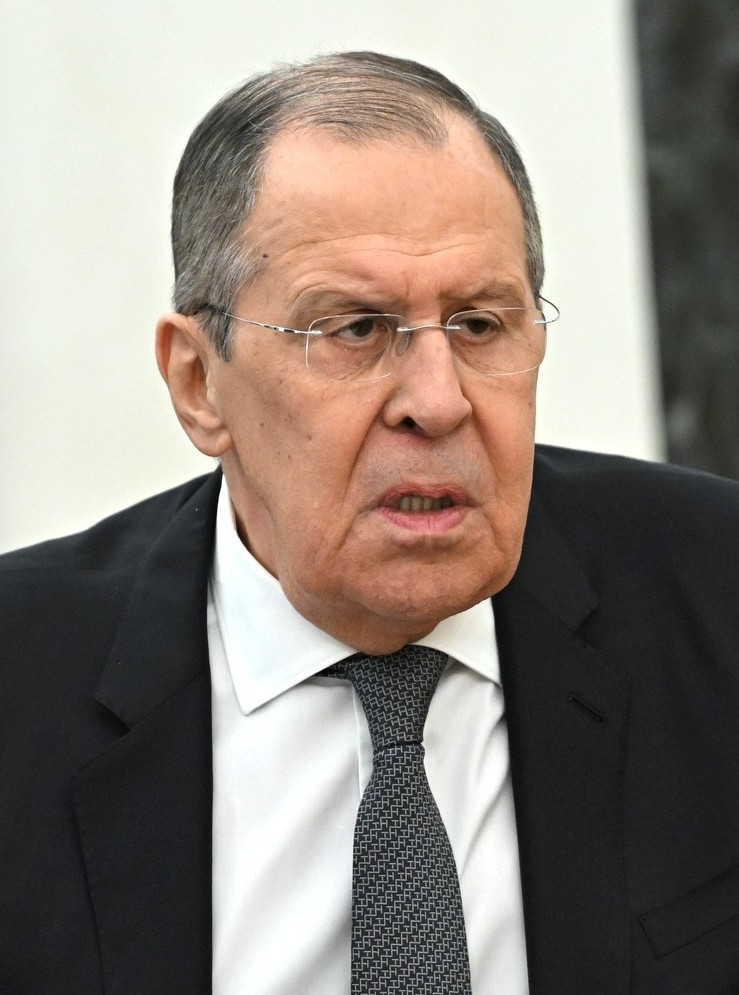
RUS Sergueï Lavrov, ministre des affaires étrangères
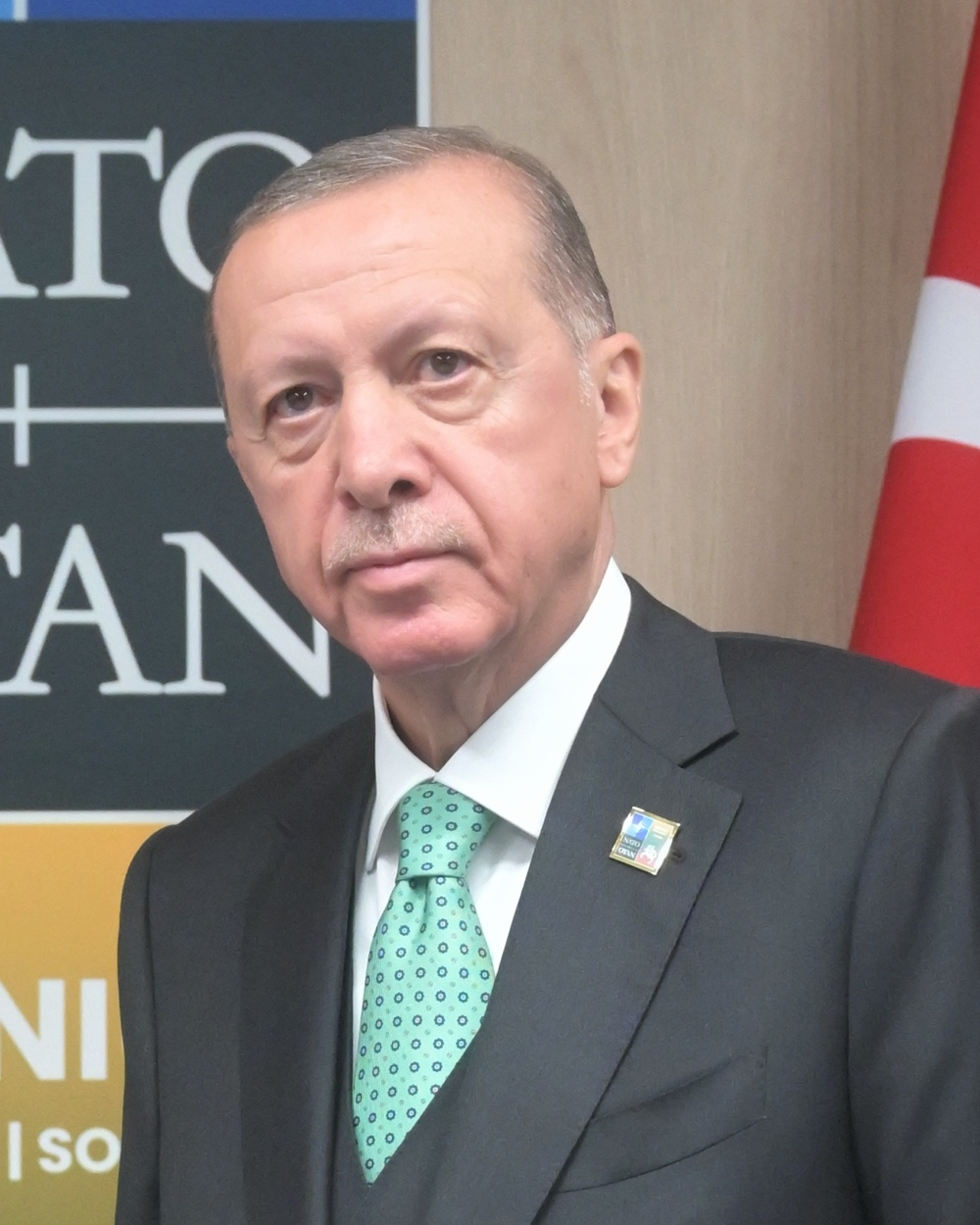
TUR Recep Tayyip Erdoğan, président
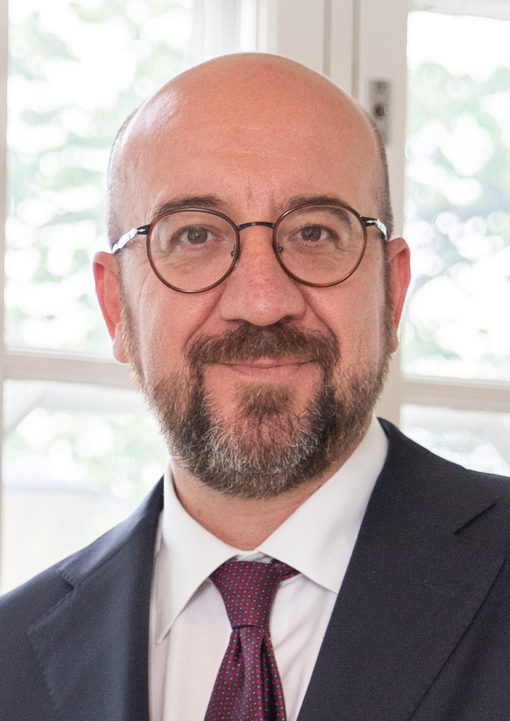
' Charles Michel, président du Conseil européen
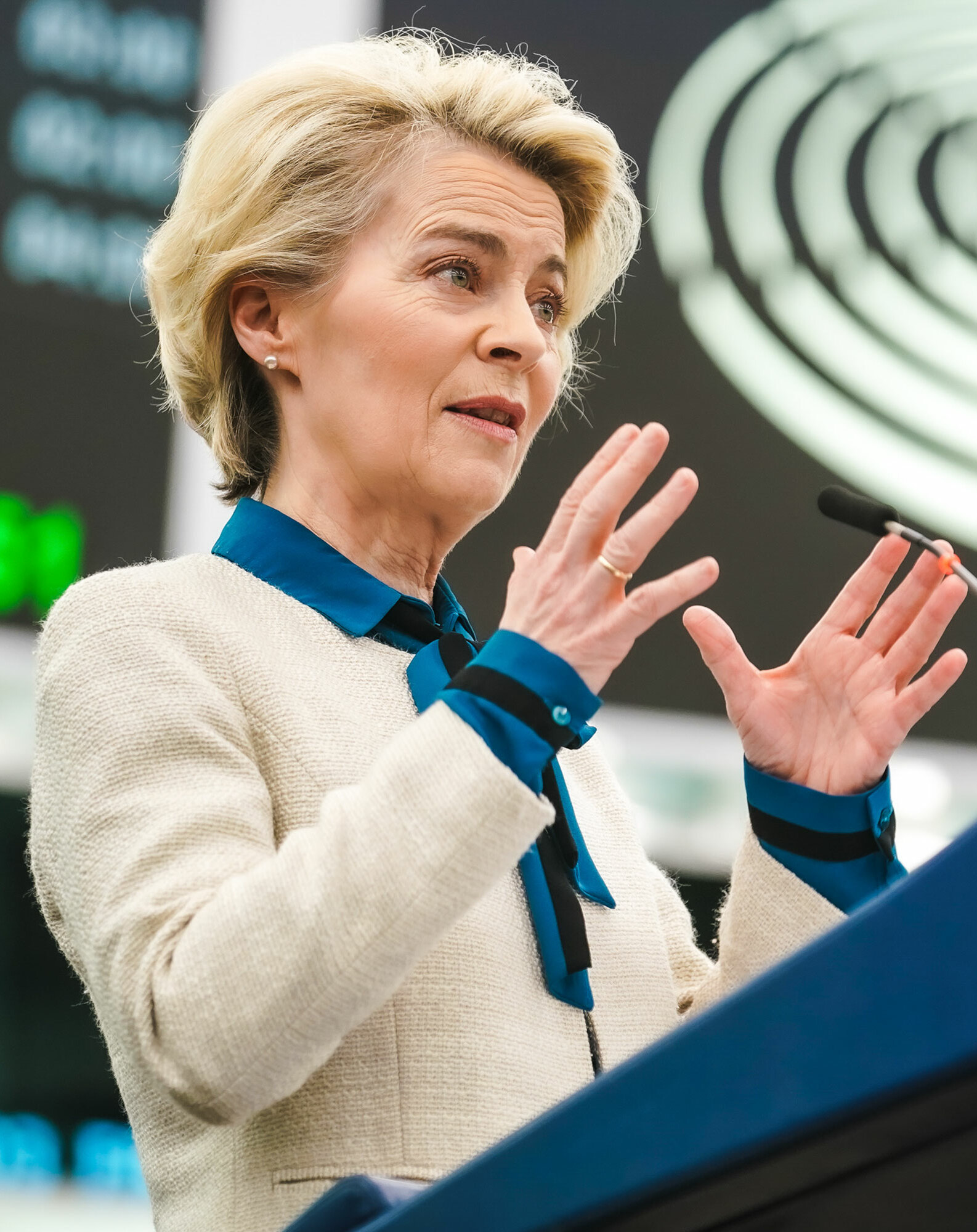
' Ursula von der Leyen, présidente de la Commission européenne

- Afrique du Sud

Cyril Ramaphosa, président
- Allemagne

Olaf Scholz, chancelier
- Argentine

Alberto Fernández, président
- Australie

Anthony Albanese, Premier ministre
- Brésil

Luiz Inácio Lula da Silva, Président
- Canada

 Justin Trudeau, Premier ministre
- Chine

Li Qiang, Premier ministre
- Corée du Sud

Yoon Suk-yeol, président
- États-Unis

 Joe Biden, président
- France

Emmanuel Macron, président
- Inde

Narendra Modi, Premier ministre (hôte)
- Indonésie

Joko Widodo, président, président pour 2023 de l'Association des nations de l'Asie du Sud-Est
- Italie

Giorgia Meloni, présidente du Conseil
- Japon

 Fumio Kishida, Premier ministre
- Mexique

Raquel Buenrostro Sánchez, secrétaire à l'économie
- Royaume-Uni

Rishi Sunak, Premier ministre
- Russie

Sergueï Lavrov, ministre des affaires étrangères
- Turquie

Recep Tayyip Erdoğan, président
- Union européenne

Charles Michel, président du Conseil européen
- Union européenne

Ursula von der Leyen, présidente de la Commission européenne